# Рубани (рід)
Рубани (укр. Рубан, пол. Rubach) — українська шляхта (або дворянський рід) веде свою історію з 1783, після того як Андрію Васильовичу Рубану (укр. Рубан Андрій Васильович) був наданий дворянський титул Польським Сеймом.

## Опис герба
На лазуровому (синьому) щиті польського типу зображені три зелених квітки обгорнути трьома листками. Щит увінчаний дворянськими шоломом срібного кольору з золотим забралом, шолом дивиться прямо - це означає що власник був баронет або лицар; шолом увінчаний короною маркіза. Нашоломник: три колоски. Намет на щиті блакитний, підкладений золотом - в цьому випадку він означає що герб затверджений після епохи лицарських турнірів.
Символи: Зерно, кинуте в землю («поховане»), здається померлим, але навесні воно прокидається до нового життя і дає багатий урожай. Вже з античних часів (приблизно з Елевсинських містерій) воно стає символом відродження після могильної ночі, дає надію і служить прикладом подолання смерті. Легко уявити, що для селян в Новий час, незалежно від цієї символіки, одіяння з колосся уособлює собою прохання про врожай. Синій колір щита символізує великодушність, чесність, вірність і бездоганність, або просто небо.

## Відомі постаті
Не обов'язково члени дворянського роду.
- Рубан Іван Максимович (? - 1629 - 1697 - ран. 1702.03) - шляхтич гербу Шеліга, козак Іркліївської сотні Кропивненського полку (1649), осавул полковий комонного полку Іллі Новицького (? -1680 - 1697), полковник охочий (1697 - ?), змінив Іллю Новицького. Отримав від гетьмана Мазепи універсал на с. Лялинці Чигриндубравської сотні. Купив с. Мозолівку з пасікою у Мозоля і заповів Саливоненкам. Став ченцем Йосип Переяславського монастиря.
- Рубан Мирон - учасник Національно-визвольної війни українського народу 1648-58 років.
- Рубан Данило Семенович (1620 - 1678) - сотник глухівський Ніжинського полку (1671). Купив млин у козака Глухівської сотні Федора Зазерського, заснував там с. Рубанівку. Надав своєму зятю Михайлу Миклашевському млин під Глуховом, стверджений гетьманом 12 грудня 1671 р. Козак глухівський. 20 серпня 1675 р. купив млин у три кола на р. Ворглі у маляра глухівського Захара Сидоровича. Значний військовий товариш. Полковник виборних козаків піхотних (1677). Загинув під Чигирином.
- Рубан Григорій - посланець гетьманський до Московії (1693), військовий товариш.
- Рубан Аврам - наказний сотник воронківський Переяславського полку (1729).
- Рубан Іван (1738 - ?) - абшитований військовий товариш Лубенського полку (? -1788 -1790 - ?). Рід внесений до І частини родовідної книги дворян Чернігівського намісництва. Мав 63 підданих у Глинському повіті.
- Рубан Василь (? - ран. 1747) - значковий товариш Ніжинського полку (? - 1735 - 1738 - ?). У 1735 р. купував воли у Конотопі, 1737 р. був у очаківському, !738 р. - У кримському походах. Жив у Конотопі, де мав двір житловий і 2 шинки. Його донька Єфросинія була одружена з Іваном Яремовичем Антоновським (1729 - ?), який 1787 р. був колезьким асесором і мав підданних у м. Шаповалівці.